# كراتيفة غريفية
كراتيفة غريفية (الاسم العلمي:Crateva greveana) هي نوع من النباتات تتبع جنس الكراتيفة من الفصيلة القبارية.